# Globocephalus callosciuri
Globocephalus callosciuri ist ein im Dickdarm beim Graubauchhörnchen in Süd- und Südostasien vorkommender Hakenwurm.

## Merkmale
Männchen sind etwa 6 mm lang und 0,4 mm dick. Die Mundöffnung wird von sechs Papillen umgeben. Die Mundhöhle ist langgestreckt, die lanzettartigen Zähnchen am Mundhöhlenboden nur angedeutet. Der Nervenring liegt 540 µm hinter dem Vorderende, die Exkretionspore 600 µm und die Deiriden 650 µm. Die Bursa copulatrix ist asymmetrisch, die Rippen 4 sind kürzer als die Rippen 5 und 6, die Rippe 8 ist lang und entspringt in Höhe der Dorsalrippe. Letztere teilt sich in 2 Äste. Der Genitalkonus ist massiv, die Spicula sind etwa 700 µm lang und haben ein stumpfes Ende, das Gubernaculum ist klingenförmig.
Weibchen sind knapp 6 mm lang und 0,5 mm dick. Der Nervenring liegt 600 µm hinter dem Vorderende, die Exkretionspore 650 µm und die Deiriden 680 µm. Der Ösophagus ist 680 µm lang. Die Vulva liegt 5,85 mm hinter dem Vorderende. Die Vagina ist 200 µm lang, das Vestibulum 130 µm, die Uteri 250 µm. Die Eier sind 60 × 40 µm groß. Der Schwanz ist 220 µm lang und endet in einer 20 µm langen Spitze.